# Project Sylpheed
Project Sylpheed è un videogioco sparatutto sviluppato da Game Arts e pubblicato da Square Enix nel 2006 per Xbox 360. Distribuito in America settentrionale come Project Sylpheed: Arc of Deception, il titolo è stato inizialmente annunciato con il nome in codice Project Sylph.